# 十日市場町
十日市場町（とおかいちばちょう）は、神奈川県横浜市緑区の町名。丁番を持たない単独町名である。住居表示未実施区域。

## 地理
緑区の北西部に位置し、東に小山町、西にいぶき野と長津田みなみ台、南に新治町、南西に霧が丘と長津田町、北に青葉区しらとり台とさつきが丘と接している。

### 字名
| - 広町 - 石田 - 神明下 - 象ケ谷 - 西田 | - 中山谷 - 後谷 - 笹山 - 中丸 |

### 地価
住宅地の地価は、2025年（令和7年）1月1日の公示地価によれば、十日市場町889番9の地点で28万8000円/m²、十日市場町十日市場町字911番6の地点で21万9000円の地点で22万6000円/m²、十日市場町字中山谷1865番16の地点で21万7000円/m²となっている。

## 歴史

### 沿革
- 1939年（昭和14年）4月1日 - 都筑郡新治村が横浜市に編入し、港北区十日市場町を設置[9]。
- 1969年（昭和44年）10月1日 - 港北区から緑区が分区。横浜市緑区十日市場町となる[10]。
- 1980年（昭和55年）12月10日 - 土地改良事業に伴い、十日市場町の一部をいぶき野、小山町、さつきが丘、しらとり台、西八朔町へ編入[11]。
- 1981年（昭和56年）3月21日 - 霧ケ丘地区の土地区画整理事業に伴い[12]、十日市場町の一部を霧が丘一丁目から霧が丘六丁目へ編入[11]。
- 1982年（昭和57年）7月19日 - 十日市場町の一部を旭区若葉台二丁目へ編入[13]。
- 2005年（平成17年）1月17日 - 十日市場町の一部を長津田みなみ台四丁目、長津田みなみ台六丁目、長津田みなみ台七丁目へ編入[14]。

### 町名の変遷
| 実施後     | 実施年月日               | 実施前（各町名ともその一部） |
| ---------- | ------------------------ | ---------------------------- |
| 十日市場町 | 1939年（昭和14年）4月1日 | 大字十日市場                 |

## 世帯数と人口
2025年（令和7年）6月30日現在（横浜市発表）の世帯数と人口は以下の通りである。
| 町丁       | 世帯数    | 人口     |
| ---------- | --------- | -------- |
| 十日市場町 | 8,615世帯 | 16,345人 |

### 人口の変遷
国勢調査による人口の推移。
| 年                 | 人口   |
| ------------------ | ------ |
| 1995年（平成7年）  | 11,503 |
| 2000年（平成12年） | 12,492 |
| 2005年（平成17年） | 14,486 |
| 2010年（平成22年） | 15,332 |
| 2015年（平成27年） | 14,961 |
| 2020年（令和2年）  | 15,672 |

### 世帯数の変遷
国勢調査による世帯数の推移。
| 年                 | 世帯数 |
| ------------------ | ------ |
| 1995年（平成7年）  | 4,670  |
| 2000年（平成12年） | 5,347  |
| 2005年（平成17年） | 6,333  |
| 2010年（平成22年） | 6,964  |
| 2015年（平成27年） | 7,056  |
| 2020年（令和2年）  | 7,727  |

## 学区
市立小・中学校に通う場合、学区は以下の通りとなる（2024年11月時点）。
| 番・番地等 | 小学校                         | 中学校                         |
| --- | ------------------------------ | ------------------------------ |
| 1〜898番地、921〜1075番地 1101番地〜1676番地の1、1676番地の4〜6 1677〜1693番地、1705〜1711番地 1713〜1720番地、1726番地 1728〜1732番地 | 横浜市立十日市場小学校         | 横浜市立十日市場中学校         |
| 899〜920番地、1076〜1100番地 | 横浜市立新治小学校             | 横浜市立十日市場中学校         |
| 1725番地、1727番地 1865番地、1889番地                                                                                                  | 横浜市立いぶき野小学校         | 横浜市立田奈中学校             |
| 1863〜1864番地、1866〜1867番地 1916〜1922番地、2031〜2047番地 2057〜2462番地、2463番地の4 2471番地以降                                 | 横浜市立義務教育学校霧が丘学園 | 横浜市立義務教育学校霧が丘学園 |

## 事業所
2021年（令和3年）現在の経済センサス調査による事業所数と従業員数は以下の通りである。
| 町丁       | 事業所数  | 従業員数 |
| ---------- | --------- | -------- |
| 十日市場町 | 423事業所 | 7,075人  |

### 事業者数の変遷
経済センサスによる事業所数の推移。
| 年                 | 事業者数 |
| ------------------ | -------- |
| 2016年（平成28年） | 429      |
| 2021年（令和3年）  | 423      |

### 従業員数の変遷
経済センサスによる従業員数の推移。
| 年                 | 従業員数 |
| ------------------ | -------- |
| 2016年（平成28年） | 5,235    |
| 2021年（令和3年）  | 7,075    |

## 交通

### 鉄道
- 東日本旅客鉄道（JR東日本）横浜線
  - 十日市場駅

### 道路
- 横浜市道18号環状4号線

## 施設

### 公共施設
- 横浜市十日市場地区センター
- 緑警察署 十日市場駅前交番
- 横浜十日市場郵便局

### 教育機関
- 昭和医科大学 横浜キャンパス
- 横浜市立十日市場中学校
- 横浜市立十日市場小学校

### 商業施設
- ダイエー 十日市場店
- 相鉄ローゼン 十日市場店
- スーパーオートバックス 十日市場店

## その他

### 日本郵便
- 郵便番号 : 226-0025[3]（集配局：緑郵便局[24]）

### 警察
町内の警察の管轄区域は以下の通りである。
| 番・番地等 | 警察署   | 交番・駐在所     |
| ---------- | -------- | ---------------- |
| 全域       | 緑警察署 | 十日市場駅前交番 |